# Bisquit
Bisquit – polski zespół muzyczny, założony w 2001 roku przez Joannę Chacińską (śpiew) oraz Tomasza Krawczyka (gitara).
Przez pierwszy rok działalności grupa wykonywała standardy jazzowe, występując głównie na warszawskich scenach. Pierwsze własne kompozycje duetu powstały w roku 2002. Aktualny kształt zespołu zaczął się kształtować w roku 2004, gdy do twórców grupy dołączyli Daniel Biel (kontrabas), Jan Smoczyński (fortepian) i Marcin Jahr (perkusja). W obecnym składzie na perkusji gra Sebastian Frankiewicz. Dwa kolejne lata zespół poświęcił na przygotowanie debiutanckiego albumu oraz na występy koncertowe i festiwalowe. W roku 2004 grupa wzięła udział w Vena Festival, zajmując wysokie 7. miejsce (wśród 650 uczestników).
Bisquit związany był z wytwórnią muzyczną Kayax, dla której w roku 2006 nagrał swój pierwszy album Inny smak. Płyta otrzymała dobre recenzje od m.in. Kayah, Edyty Bartosiewicz oraz Krzysztofa Kiljańskiego.

## Dyskografia
| Rok  | Tytuł                                                   |
| ---- | ------------------------------------------------------- |
| 2006 | Inny smak - Data: 2 października 2006 - Wydawca: Kayax  |
| 2008 | Pytania - Data: 8 lutego 2008 - Wydawca: Kayax          |
| 2014 | Lilly - Data: 25 lutego 2014 - Wydawca: Muzyka Powiśle  |
| 2017 | Nagi król - Data: Marzec 2017 - Wydawca: Muzyka Powiśle |

| Rok  | Tytuł                  |
| ---- | ---------------------- |
| 2006 | "Prosta historia"      |
| 2007 | "Inny smak"            |
| 2007 | "Zrób to dla mnie"     |
| 2008 | "Jeszcze lepiej"       |
| 2008 | "Tak mało wiesz"       |
| 2008 | "Ufolud"               |
| 2015 | "Hej Święty"           |
| 2014 | "Wielki mały człowiek" |
| 2014 | "Kino"                 |
| 2017 | "Nagi król"            |